# Prosmittia
Prosmittia är ett släkte av tvåvingar som beskrevs av Lars Zakarias Brundin 1956. Prosmittia ingår i familjen fjädermyggor.
Släktet innehåller bara arten Prosmittia jemtlandica.